# Lista de finais femininas juvenis em simples do Australian Open
Esta é a lista de finais femininas juvenis em simples do Australian Open.
Australian Championships (1930–1968) refere-se à era amadora. Australian Open, a partir de 1969, refere-se à era profissional ou aberta.
Normalmente disputado em janeiro, o torneio foi movido para dezembro no período de 1977–1985, voltando à programação anterior a seguir. Para se adequar a essas mudanças, o ano de 1977 teve duas edições - em janeiro e dezembro -, enquanto que 1986 não contou com o evento.

## Por ano
| Ano                                                                     | Campeã                        | Vice-campeã                   | Resultado                     |
| ----------------------------------------------------------------------- | ----------------------------- | ----------------------------- | ----------------------------- |
| 2025                                                                    | Wakana Sonobe                 | Kristina Penickova            | 6–0, 6–1                      |
| 2024                                                                    | Renáta Jamrichová             | Emerson Jones                 | 6–4, 6–1                      |
| 2023                                                                    | Alina Korneeva                | Mirra Andreeva                | 26–7, 6–4, 7–5                |
| 2022                                                                    | Petra Marčinko                | Sofia Costoulas               | 7–5, 6–1                      |
| 2021                                                                    | Torneio juvenil não realizado | Torneio juvenil não realizado | Torneio juvenil não realizado |
| 2020                                                                    | Victoria Jiménez Kasintseva   | Weronika Baszak               | 5–7, 6–2, 6–2                 |
| 2019                                                                    | Clara Tauson                  | Leylah Annie Fernandez        | 6–4, 6–3                      |
| 2018                                                                    | Liang En-shuo                 | Clara Burel                   | 6–3, 6–4                      |
| 2017                                                                    | Marta Kostyuk                 | Rebeka Masarova               | 7–5, 1–6, 6–4                 |
| 2016                                                                    | Vera Lapko                    | Tereza Mihalíková             | 6–3, 6–4                      |
| 2015                                                                    | Tereza Mihalíková             | Katie Swan                    | 6–1, 6–4                      |
| 2014                                                                    | Elizaveta Kulichkova          | Jana Fett                     | 6–2, 6–1                      |
| 2013                                                                    | Ana Konjuh                    | Kateřina Siniaková            | 6–3, 6–4                      |
| 2012                                                                    | Taylor Townsend               | Yulia Putintseva              | 6–1, 3–6, 6–3                 |
| 2011                                                                    | An-Sophie Mestach             | Mónica Puig                   | 6–4, 6–2                      |
| 2010                                                                    | Karolína Plíšková             | Laura Robson                  | 6–1, 7–65                     |
| 2009                                                                    | Ksenia Pervak                 | Laura Robson                  | 6–3, 6–1                      |
| 2008                                                                    | Arantxa Rus                   | Jessica Moore                 | 6–3, 6–4                      |
| 2007                                                                    | Anastasia Pavlyuchenkova      | Madison Brengle               | 7–66, 7–63                    |
| 2006                                                                    | Anastasia Pavlyuchenkova      | Caroline Wozniacki            | 1–6, 6–2, 6–3                 |
| 2005                                                                    | Victoria Azarenka             | Ágnes Szávay                  | 6–2, 6–2                      |
| 2004                                                                    | Shahar Pe'er                  | Nicole Vaidišová              | 6–1, 6–4                      |
| 2003                                                                    | Barbora Strýcová              | Viktoriya Kutuzova            | 0–6, 6–2, 6–2                 |
| 2002                                                                    | Barbora Strýcová              | Maria Sharapova               | 6–0, 7–5                      |
| 2001                                                                    | Jelena Janković               | Sofia Arvidsson               | 6–2, 6–1                      |
| 2000                                                                    | Anikó Kapros                  | María José Martínez Sánchez   | 6–2, 3–6, 6–2                 |
| 1999                                                                    | Virginie Razzano              | Katarína Bašternáková         | 6–1, 6–1                      |
| 1998                                                                    | Jelena Kostanić               | Wynne Prakusya                | 6–0, 7–5                      |
| 1997                                                                    | Mirjana Lučić                 | Marlene Weingärtner           | 6–2, 6–2                      |
| 1996                                                                    | Magdalena Grzybowska          | Nathalie Dechy                | 6–1, 4–6, 6–1                 |
| 1995                                                                    | Siobhan Drake-Brockman        | Annabel Ellwood               | 6–3, 4–6, 7–5                 |
| 1994                                                                    | Trudi Musgrave                | Barbara Schett                | 4–6, 6–4, 6–2                 |
| 1993                                                                    | Heike Rusch                   | Andrea Glass                  | 6–1, 6–2                      |
| 1992                                                                    | Joanne Limmer                 | Lindsay Davenport             | 7–5, 6–2                      |
| 1991                                                                    | Nicole Pratt                  | Kristin Godridge              | 6–4, 6–3                      |
| 1990                                                                    | Magdalena Maleeva             | Louise Stacey                 | 7–5, 6–7, 6–1                 |
| 1989                                                                    | Kim Kessaris                  | Andrea Farley                 | 6–1, 6–2                      |
| 1988                                                                    | Jo-Anne Faull                 | Emmanyelle Derly              | 6–4, 6–4                      |
| 1987                                                                    | Michelle Jaggard              | Nicole Provis                 | 6–2, 6–4                      |
| Torneio não realizado em 1986 devido à mudança de data                  |                               |                               |                               |
| 1985                                                                    | Jenny Byrne                   | Louise Field                  | 6–1, 6–3                      |
| 1984                                                                    | Annabel Croft                 | Helena Dahlstrom              | 6–0, 6–1                      |
| 1983                                                                    | Amanda Brown                  | Bernadette Randall            | 7–6, 6–3                      |
| 1982                                                                    | Amanda Brown                  | Pascale Paradis               | 6–3, 6–4                      |
| 1981                                                                    | Anne Minter                   | Corinne Vanier                | 6–4, 6–2                      |
| 1980                                                                    | Anne Minter                   | Elizabeth Sayers              | 6–4, 6–2                      |
| 1979                                                                    | Anne Minter                   | Susan Leo                     | 6–4, 6–3                      |
| 1978                                                                    | Elizabeth Little              | Susan Leo                     | 6–1, 6–2                      |
| 1977 (dez)                                                              | Amanda Tobin                  | Leanne Harrison               | 6–1, 6–2                      |
| 1977 (jan)                                                              | Pamela Baily                  | Amanda Tobin                  | 6–2, 6–3                      |
| 1976                                                                    | Sue Saliba                    | Jennifer Fenwick              | 2–6, 6–3, 6–4                 |
| 1975                                                                    | Sue Barker                    | Chris O'Neill                 | 6–2, 7–6                      |
| 1974                                                                    | Jennifer Walker               |                               |                               |
| 1973                                                                    | Chris O'Neil                  |                               |                               |
| 1972                                                                    | Pat Coleman                   |                               |                               |
| 1971                                                                    | Pat Coleman                   |                               |                               |
| 1970                                                                    | Evonne Goolagong              |                               |                               |
| 1969                                                                    | Lesley Hunt                   |                               |                               |
| 1968                                                                    | Lesley Hunt                   |                               |                               |
| 1967                                                                    | Lexie Kenny                   |                               |                               |
| 1966                                                                    | Karen Krantzcke               |                               |                               |
| 1965                                                                    | Kerry Melville                |                               |                               |
| 1964                                                                    | Kaye Dening                   |                               |                               |
| 1963                                                                    | Robyn Ebbern                  |                               |                               |
| 1962                                                                    | Robyn Ebbern                  |                               |                               |
| 1961                                                                    | Robyn Ebbern                  |                               |                               |
| 1960                                                                    | Lesley Turner                 |                               |                               |
| 1959                                                                    | Jan Lehane                    |                               |                               |
| 1958                                                                    | Jan Lehane                    |                               |                               |
| 1957                                                                    | Margot Rayson                 |                               |                               |
| 1956                                                                    | Lorraine Coghlan              |                               |                               |
| 1955                                                                    | Elizabeth Orton               |                               |                               |
| 1954                                                                    | Elizabeth Orton               |                               |                               |
| 1953                                                                    | Jenny Staley                  |                               |                               |
| 1952                                                                    | Mary Carter                   |                               |                               |
| 1951                                                                    | Mary Carter                   |                               |                               |
| 1950                                                                    | Barbara McIntyre              |                               |                               |
| 1949                                                                    | Joan Warnock                  |                               |                               |
| 1948                                                                    | Beryl Penrose                 |                               |                               |
| 1947                                                                    | Joan Tuckfield                |                               |                               |
| 1946                                                                    | S. Grant                      |                               |                               |
| Torneio não realizado entre 1945 e 1941 devido à Segunda Guerra Mundial |                               |                               |                               |
| 1940                                                                    | Joyce Wood                    |                               |                               |
| 1939                                                                    | Joyce Wood                    |                               |                               |
| 1938                                                                    | Joyce Wood                    |                               |                               |
| 1937                                                                    | Margaret Wilson               |                               |                               |
| 1936                                                                    | Thelma Coyne                  |                               |                               |
| 1935                                                                    | Thelma Coyne                  |                               |                               |
| 1934                                                                    | May Blick                     |                               |                               |
| 1933                                                                    | Nancy Lewis                   |                               |                               |
| 1932                                                                    | Nancy Lewis                   |                               |                               |
| 1931                                                                    | Joan Hartigan                 |                               |                               |
| 1930                                                                    | Emily Hood                    |                               |                               |